# Gino Brazil
Pour les articles homonymes, voir Brazil.
 (mai 2017).
Gino Brazil, né le 28 mars 1968 à  Dublin en Irlande, est un ancien joueur football irlandais. 
Alors qu’il est diabétique, Gino Brazil apprend à jouer au football dans le club formateur de Belvedere à Dublin. Il est repéré et recruté par le St. Patrick's Athletic FCoù il passe cinq mois sans pouvoir s’imposer dans l’équipe première. Après avoir évolué au Home Farm FC, Gino Brazil signe alors pour le Finn Harps dans le Comté de Donegal. Il y reste deux saisons.
Il est ensuite recruté par Noel King, l’entraîneur des Shamrock Rovers. Il y fait ses grands débuts le 10 décembre 1989. Il reste en tout treize saisons dans le club et dispute 232 matchs au total pour deux buts marqués seulement.

## Palmarès
Joueur
- Championnat d'Irlande de football : 1
  - Shamrock Rovers : 1993/94
- Supercoupe d'Irlande : 1
  - Shamrock Rovers : 1998
- Leinster Senior Cup 
  - Shamrock Rovers : 1997

- Joueur de l’année pour les Shamrock Rovers : 
  - 1994-1995